# Ryan Sclater
Ryan Joseph Sclater (New Westminster, 10 de fevereiro de 1994) é um jogador de voleibol canadense que atua na posição de oposto.

## Carreira

### Clube
Sclater jogou voleibol universitário pela Trinity Western University de 2012 a 2017. Em 2017 assinou seu primeiro contrato profissional com o SVG Lüneburg para atuar no voleibol alemão. Em 2019, o oposto se transferiu para o voleibol francês para atuar no Montpellier UC.

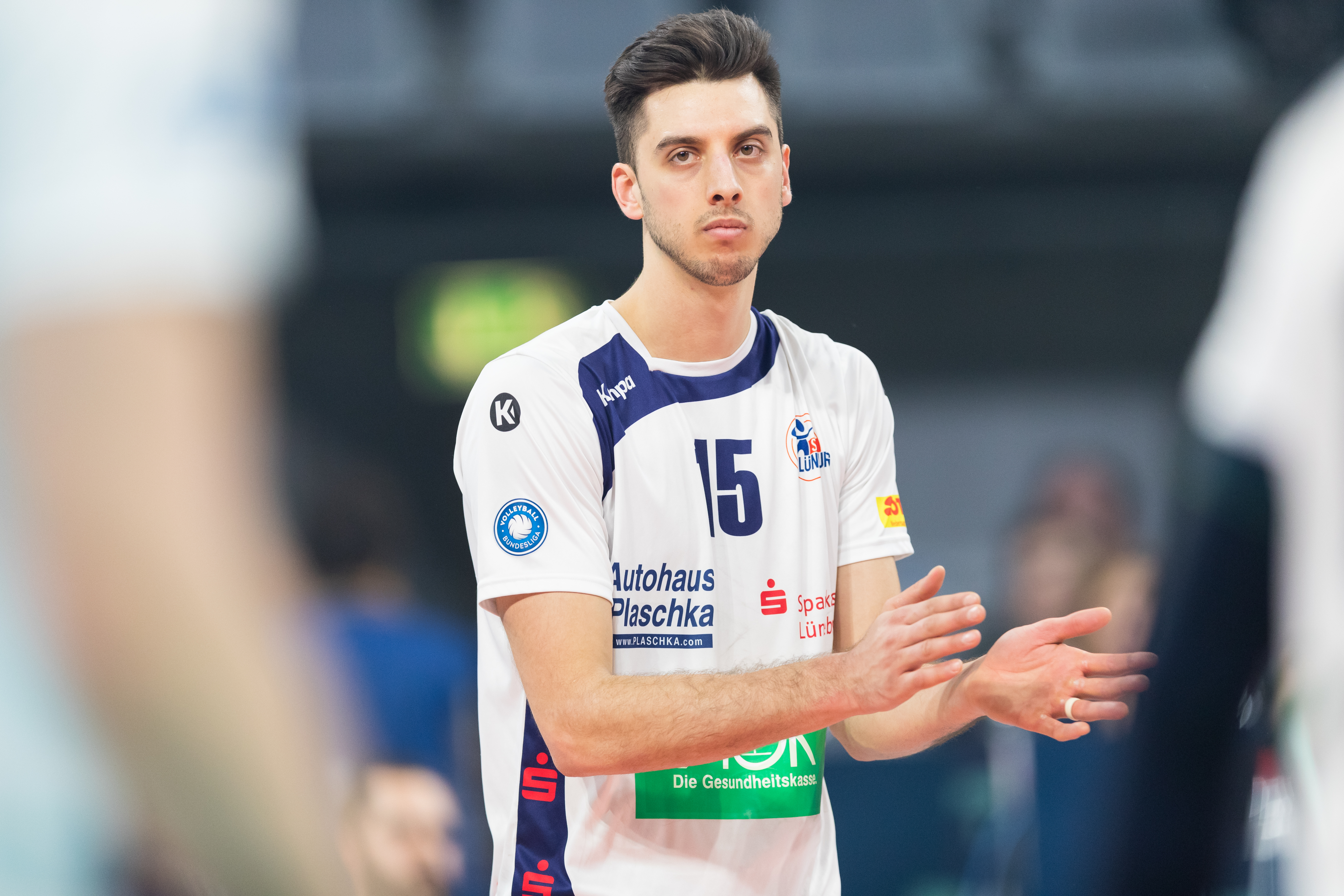
Sclater foi vice-campeão da Copa da Alemanha na temporada 2018–19 pelo SVG Lüneburg.

Em 2021 o canadense continuou atuando no voleibol francês, porém representando as cores do Arago de Sète; enquanto na temporada seguinte foi defender a camisa do Al Jazira Sport Club nos Emirados Árabes Unidos.
Retornou ao continente europeu em 2023 após fechar contrato com o polonês Jastrzębski Węgiel.

### Seleção
Sclater estreou pela seleção adulta canadense em 2017, na Copa Pan-Americana, em Gatineau, onde ficou na quarta posição. No ano seguinte, participou da Liga das Nações em Lille, na França, onde ficou na sétima posição.
Disputando o Campeonato NORCECA de 2019, conquistou a medalha de bronze ao derrotar a seleção mexicana por 3 sets a 0. Em 2021 disputou sua primeira Olimpíada, onde ficou na oitava posição nos Jogos Olímpicos de Tóquio após perder para o Comitê Olímpico Russo nas quartas de final.

## Títulos
Jastrzębski Węgiel
- Campeonato Polonês: 2023–24

## Clubes
| Anos      | Clube                |
| --------- | -------------------- |
| 2017–2019 | SVG Lüneburg         |
| 2019–2021 | Montpellier UC       |
| 2021–2022 | Arago de Sète        |
| 2022–2023 | Al Jazira Sport Club |
| 2023–2024 | Jastrzębski Węgiel   |
| 2024–     | Tours Volley-Ball    |